# 3 a.m. (Eminem)
3 a.m. er anden officielle single og tredje single i alt fra den amerikanske rapper Eminems sjette studiealbum Relapse. Sangen er produceret af Eminems mentor, Dr. Dre. Sangen blev udgivet på iTunes den 28. april 2009 og musikvideoen havde premiere den 2. maj via Cinemax.